# Castillo de la Portella
El Castillo de la Portella era un castillo ubicado en el actual municipio de La Quar en la comarca del Bergadá, provincia de Barcelona. Ha sido listado como patrimonio arquitectónico en el mapa de patrimonio de la Generalidad de Cataluña con el número 1511. Estaba situado cerca del monasterio de San Pedro de la Portella. Ha sido declarado Bien Cultural de Interés Nacional con el número 5612-MH. No se conoce su ubicación exacta y no se sabe exactamente cómo era.

## Historia
El castillo de la Portella existía ya en el siglo X y era posesión del conde Oliba Cabreta. El lugar también era llamado Frontanyà. Oliba al entrar en el monasterio de Ripoll dejó el castillo a su hermano Bernat Tallaferro, el cual lo incorporó a su condado de Besalú. El castillo era regido por unos vicarios apellidados Portella; estos fueron los que fundaron un monasterio cerca del convento. A partir del siglo XV las noticias sobre el castillo son cada vez más escasas hasta que desaparecen.